# 대교방송 성우극회
대교방송 성우극회( - 大敎放送 聲優劇會)는 대교방송의 성우극회이다. 대교방송의 성우 공개채용에 합격한 성우들이 소속된다.

## 임원구성
- 회장 : 전광주
- 총무 : 안현서

## 성우 명단
| 수,년도       | 남성 성우      | 여성 성우               |
| ------------- | -------------- | ----------------------- |
| 1기 (1995년)  | 권영호, 이장우 | 안현서, 이영리,, 조영미 |
| 2기 (1996년)  | 신한호, 홍승표 | 공석                    |
| 3기 (1998년)  | 이상헌, 전광주 | 김필진, 서선주, 윤미나, |
| 4기 (2000년)  | 공석           | 최은애, 하미경          |
| 5기 (2007년)  | 공석           | 권인지, 이윤희, 하은진  |
| 6기 (2014년)  | 민승우         | 김하루                  |
| 7기 (2016년)  | 김주호         | 김유림                  |
| 8기 (2018년)  | 박민기         | 가빈                    |
| 9기 (2020년)  | 김훤           | 차영희                  |
| 10기 (2022년) | 황해준         | 이이로                  |
| 11기 (2024년) | 김선웅         | 이엘리사                |

男
- 권영호(1960년생 ; 1기)
- 황해준(1996년생 ; 10기)

女
- 이영리(1968년생 ; 1기)
- 이이로(1999년생 ; 10기)

### 퇴사
男
김영선 故 김호성 변현우 故 유호한 이원찬 김태영, 이현우
女
박광숙 이유미 정남 김아영 오주연 김지혜 이현주 박신희 김성연

## 소속 성우들의 극회 이전
1994년 공채 1기로 입사했다가 1996년 MBC 13기로 다시 입사한 김영선과 김호성, 정남 1996년 공채 2기로 입사했다가 1997년 MBC 14기로 다시 입사한 김아영과 오주연, 1997년 공채 3기로 입사했다가 1999년 KBS 27기로 다시 입사한 김지혜와 이현주, 역시 1997년 공채 3기로 입사했다가 2000년 KBS 28기로 다시 입사한 변현우, 2000년 공채 4기로 입사했다가 2002년 각각 KBS 29기/MBC 16기로 다시 입사한 유호한 / 박신희와 이원찬 등 전속 중의 성우들이 공중파 성우로 이전 입사하는 사례가 빈번했다. 그 이유는 지상파 성우극회 출신일 경우 상대적으로 지상파의 외화나 영화 더빙에 참여할 기회가 많았기 때문이다.
2007년 5기로 입사한 김태영과 김성연이 KBS 33기와 대원방송 1기로 각각 이전 입사하였으며, 5기 성우로 활동했던 이현우는 퇴사했다.

## 기타
대교방송이 애니메이션 자체 더빙이 줄어든 관계로, 5기 성우들의 경우 전속 신분인 상황에서 타 방송사나 광고에 출연할 수 있었다. 실제로 김성연은 2007년 애니맥스 《딸기 100%》에, 하은진의 경우 2008년 대원방송 《짱구는 못말려》 극장판에 출연한 바 있다.

## 같이 보기
- 한국성우협회